# Tracheplexia sylvestris
Tracheplexia sylvestris är en fjärilsart som beskrevs av François Louis Nompar de Caumont de Laporte 1978. Tracheplexia sylvestris ingår i släktet Tracheplexia och familjen nattflyn. Inga underarter finns listade i Catalogue of Life.